# Sociedade Deportiva O Val
La Sociedade Deportiva O Val és un club de futbol amb seu a Narón, La Corunya, a la comunitat autònoma de Galícia. Fundat l'any 1976, actualment juga a la Preferent Autonòmica Nord de Galicia. El seu estadi és el Sinde-O Val.

## Temporada a temporada
| Temporada | Tier | Divisió    | Posició | Copa del Rei |
| --------- | ---- | ---------- | ------- | ------------ |
| 1976–00   | 5    | Regional   | —       |              |
| 2000/01   | 5    | Pref. Aut. | 10è     |              |
| 2001/02   | 5    | Pref. Aut. | 5è      |              |
| 2002/03   | 5    | Pref. Aut. | 4t      |              |
| 2003/04   | 5    | Pref. Aut. | 1r      |              |
| 2004/05   | 4    | 3a         | 17è     |              |
| 2005/06   | 4    | 3a         | 19è     |              |
| 2006/07   | 5    | Pref. Aut. | 12è     |              |
| 2007/08   | 5    | Pref. Aut. | 18è     |              |
| 2008/09   | 6    | 1a Auton.  | 3r      |              |
| 2009/10   | 5    | Pref. Aut. | 5è      |              |
| 2010/11   | 5    | Pref. Aut. | 4t      |              |
| 2011/12   | 5    | Pref. Aut. | 7è      |              |
| 2012/13   | 5    | Pref. Aut. | 8è      |              |
| 2013/14   | 5    | Pref. Aut. | —       |              |
| 2014/15   | 5    | Pref. Aut. | —       |              |

- 2 temporades a Tercera Divisió